# Wöllstadt
Wöllstadt – miejscowość i gmina w Niemczech, w kraju związkowym Hesja, w rejencji Darmstadt, w powiecie Wetterau. Gmina 30 czerwca 2015 liczyła 6126 mieszkańców.